# کشتی‌سازی

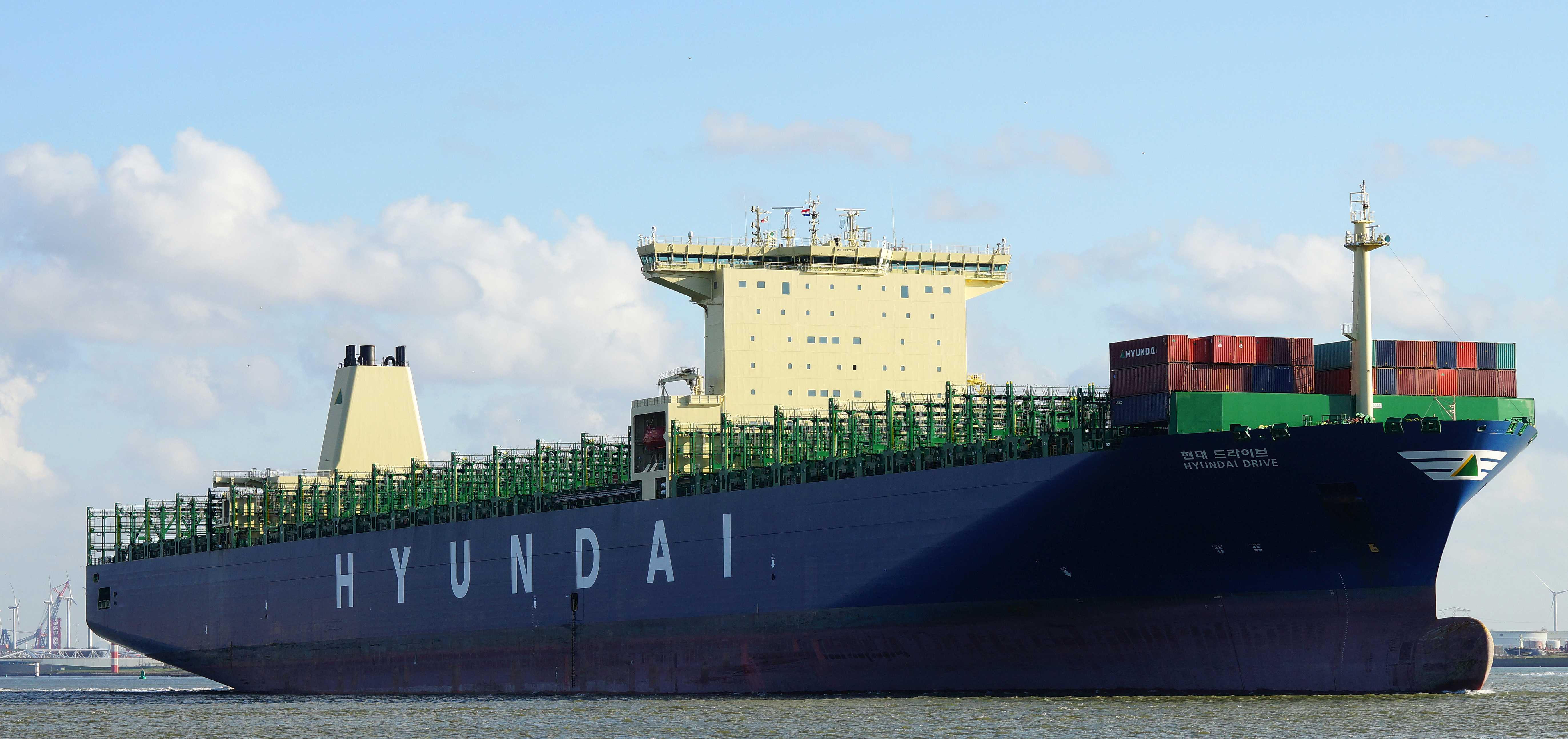
صنایع سنگین هیوندای اکنون (۲۰۱۷) بزرگترین شرکت کشتی‌ساز جهان است.

کشتی‌سازی به ساخت‌وساز انواع شناورها گفته می‌شود. معمولاً کشتی‌سازی در یک مرکز تخصصی انجام می‌شود، شغل کشتی‌سازی تخصصی است که ریشه‌های آن را به پیشاتاریخ برمی‌گردد. کشتی‌سازی و تعمیرات کشتی، تجاری و نظامی، به عنوان «مهندسی دریایی» نامیده می‌شود. قایق‌سازی فعالیت مشابه‌ای است که بر روی ساخت قایق انجام می‌شود.
پیاده‌سازی کشتی اوراق‌سازی کشتی نام دارد.
طبق آمارهای سال ۲۰۲۲ بزرگترین کشور سازنده کشتی در جهان چین و رتبه دوم کره جنوبی و ژاپن در رتبه سوم جای دارد.
در سال ۲۰۲۲، حجم بازار جهانی کشتی‌سازی حدود ۱۲۰ میلیارد دلار بود. پیش‌بینی می‌شود تا سال ۲۰۲۵، با رشد سالانه ۵٫۷ درصدی ارزش این بازار از ۱۷۵ میلیارد دلار فراتر رود.

## کلیات
انسان‌ها ساخت کشتی‌ها را از هزاران سال پیش آغاز کردند، زیرا ساخت کشتی‌ها یا شناورهای دریایی آنها را قادر می‌ساخت تا جمعیت خود را فراتر از قاره خود گسترش دهند. با توسعه و پیشرفت جوامع، کشتی‌سازی بیشتر به تمدن‌ها اجازه داد تا در تجارت با زمین‌های دور از کشور خود شرکت کنند. به‌علاوه، این صنعت تمدن‌ها را به ناوگان بزرگ دریایی مجهز کرد تا در فتوحات دریایی برای اکتشاف و تسخیر سرزمین‌های جدید شرکت کنند. کشتی‌های سنتی به نیروی انسانی و باد وابسته بودند تا کشتی‌ها را از آن طرف آب‌ها پیش ببرند. با آغاز انقلاب صنعتی، کشتی‌ها توانستند از مواد، طرح‌ها و سامانه‌های پیشرانه جدید از جمله موتور بخار برای بهبود کیفیت شناورهای تجاری و نظامی استفاده کنند.
نیاز به واردات و صادرات کالا، که با جهانی‌سازی رشد بیشتری پیدا کرد، کشتی‌سازی را به یک صنعت مهم استراتژیک تبدیل کرد. اگرچه اروپا همچنان یک بازار حیاتی برای تولید کشتی‌های کروز است، اما منطقه آسیای شرقی بر صنعت ساخت کشتی غالب است. چین، ژاپن و کره جنوبی بزرگترین کشورهای سازنده کشتی در سطح جهان هستند.

## صنایع کشتی‌سازی در جهان

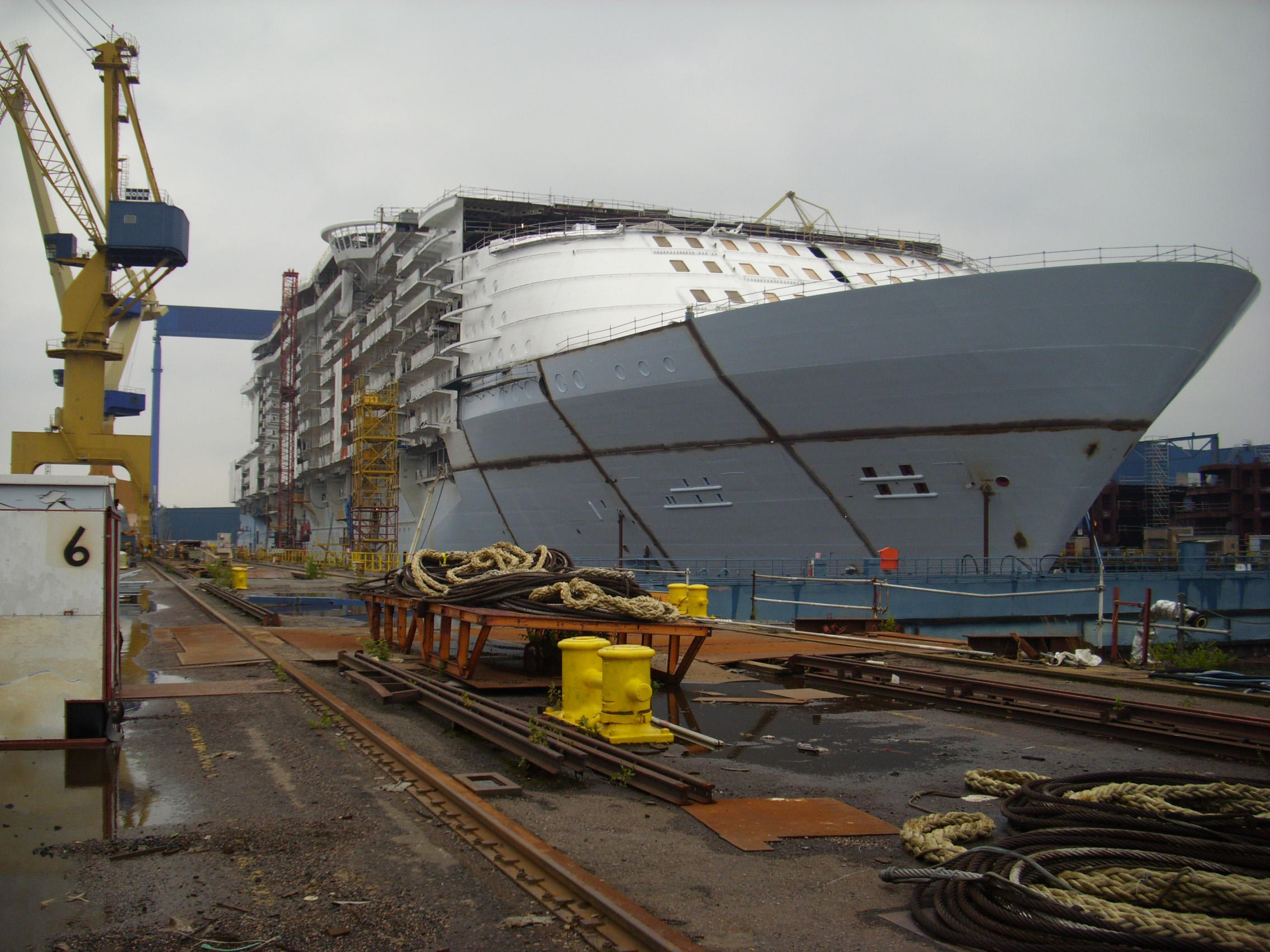
کشتی ام‌اس اوئیسیس آو د سیز، سومین کشتی مسافربری بزرگ جهان در حال ساخت در تورکو، فنلاند. ۲۰۱۴

پس از جنگ جهانی دوم، کشتی‌سازی (که شامل کارخانه‌های کشتی‌سازی، تولیدکنندگان تجهیزات دریایی و بسیاری از ارائه دهندگان خدمات و دانش مرتبط می‌باشد) به عنوان یک صنعت مهم و استراتژیک در شماری از کشورهای جهان رشد کرد. این اهمیت ناشی از عوامل زیر است:
- شمار بسیار نیروهای ماهر مورد نیاز مستقیم کارخانه کشتی‌سازی، به همراه صنایع پشتیبانی کننده مانند کارخانه‌های تولید فولاد، راه‌آهن و تولیدکنندگان موتور؛ و غیره
- نیاز یک کشور به ساخت و تعمیر نیروی دریایی و شناورهایی که صنایع اصلی آن را پشتیبانی می‌کنند.

ژاپن در دهه ۱۹۵۰ و ۱۹۶۰ از کشتی‌سازی برای بازسازی ساختار صنعتی خود استفاده کرد. کره جنوبی از دهه ۱۹۷۰ صنعت کشتی‌سازی را به عنوان یک صنعت استراتژیک آغاز کرد و اکنون چین در حال تکرار این مدل‌ها با سرمایه‌گذاری‌های کلان تحت حمایت دولت در این صنعت است. برعکس، کرواسی در حال خصوصی‌سازی صنعت کشتی‌سازی خود است.

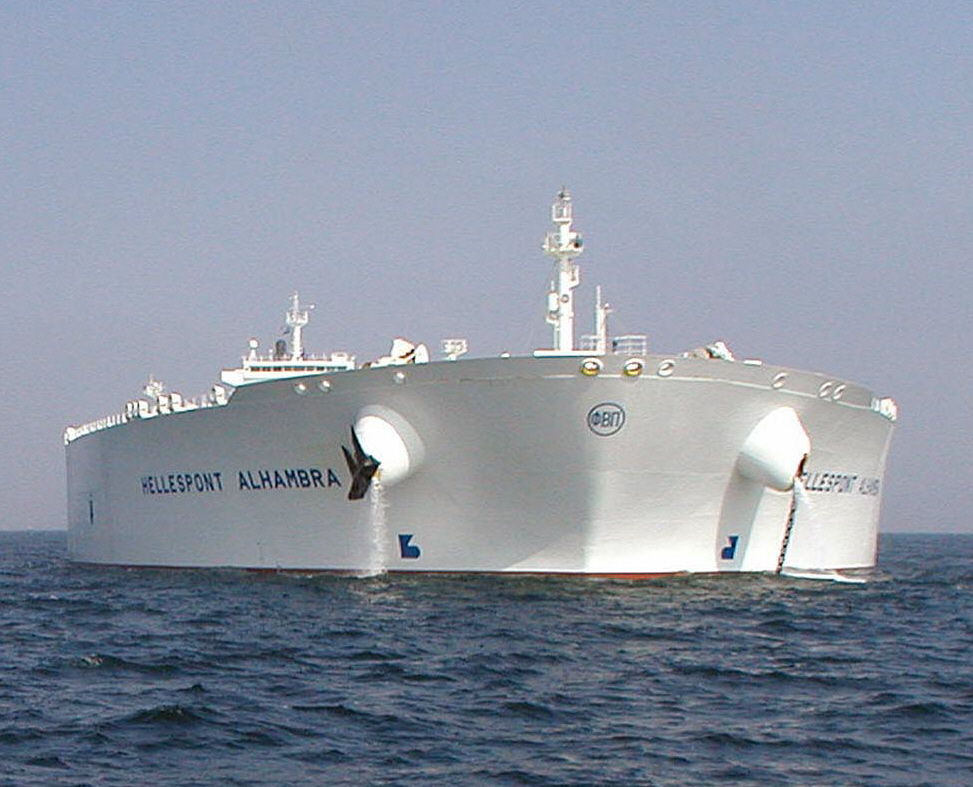
یک سوپرتانکر کلاس-TI که توسط شرکت کشتی‌سازی و مهندسی دوو ساخته شده‌است.

در نتیجه، بازار جهانی کشتی‌سازی از ظرفیت‌های بیش از حد و کاهش قیمت (اگرچه این صنعت در دوره ۲۰۰۳–۲۰۰۵ به دلیل تقاضای بسیار برای کشتی‌های جدید که بیش از افزایش واقعی هزینه‌ها بود، افزایش قیمت داشت)، حاشیه سود کم، تحریفات تجاری و یارانه گسترده رنج می‌برد.
همه تلاش‌ها در OECD برای رسیدگی به مشکلات تاکنون ناکام مانده‌است، توافق‌نامه ساخت کشتی بین‌المللی ۱۹۹۴ هرگز لازم الاجرا نشده و دور مذاکرات ۲۰۰۳–۲۰۰۵ پس از عدم امکان هیچ گونه توافقی در سپتامبر ۲۰۰۵ متوقف شد. پس از تلاش‌های فراوان برای شروع مجدد مذاکرات، این مذاکرات رسماً در دسامبر ۲۰۱۰ خاتمه یافت. گروه کاری شورای کشتی‌سازی OECD یعنی (WP6) به تلاش خود برای شناسایی و کاهش تدریجی عواملی که بازار ساخت کشتی را تحریف می‌کنند، ادامه خواهد داد.
در مواردی که یارانه‌های دولتی حذف شده و سیاست‌های صنعت داخلی در کشورهای با هزینه بالای کارگر از این صنعت پشتیبانی نمی‌کند، صنعت کشتی‌سازی رو به زوال رفته‌است. صنعت کشتی‌سازی انگلیس نمونه بارزی از این موضوع است که صنایع آن پس از دهه ۱۹۶۰ آسیب‌های بزرگی دیده‌است. در اوایل دهه ۱۹۷۰ کارخانه‌های کشتی‌سازی بریتانیا هنوز توانایی ساخت انواع کشتی‌های تجاری را با اندازه‌های مختلف داشتند اما امروزه به شمار کمی از آنها که در زمینه قراردادهای دفاعی، قایق‌های تفریحی لوکس و کارهای تعمیراتی اختصاص دارند، کاهش یافته‌است. این کاهش در دیگر کشورهای اروپایی نیز اتفاق افتاده‌است، اگرچه تا حدودی با اقدامات محافظتی و سیاست‌های حمایت از صنعت کاهش یافته‌است. در ایالات متحده، قانون جونز (که محدودیت‌هایی را برای کشتی‌هایی که می‌توانند برای جابجایی محموله‌های داخلی استفاده شوند) ایجاد می‌کند، به این معنی که ساخت کشتی‌های تجاری، البته با سرعت کم، ادامه داشته‌است، اما چنین حفاظتی نتوانسته‌است ناکارآمدی‌های ساخت کشتی را جبران کند. نتیجه این امر این است که قیمت قرارداد بسیار بالاتر از قیمت دیگر کشورهایی است که کشتی‌های اقیانوس‌ساز می‌سازند.

### صنعت کشتی‌سازی امروز
پس از دهه ۲۰۰۰، چین، کره جنوبی و ژاپن با تولید ناخالص کامل، بر بازار جهانی کشتی‌سازی تسلط دارند. شرکت کشتی‌سازی دولتی چین، شرکت صنایع کشتی‌سازی چین، صنایع سنگین هیوندای، صنایع سنگین سامسونگ، کشتی‌سازی و مهندسی دریایی دوو، و کشتی‌سازی ایماباری بیشتر بازار جهانی کشتی‌های بزرگ کانتینر بر، فله بر، تانکر و Ro-ro را تأمین می‌کنند.
سهم بازار کشتی‌سازهای اروپایی در دهه ۱۹۶۰ شروع به کاهش کرد زیرا آنها بازار خود را به ژاپن واگذار کردند و به همان روش ژاپن به‌تازگی بازار خود را به چین و کره جنوبی واگذار کرده‌است. چهار سال پس از سال ۲۰۰۷، شمار کل کارکنان صنعت کشتی‌سازی اروپا از ۱۵۰٬۰۰۰ به ۱۱۵٬۰۰۰ نفر کاهش یافته‌است. خروجی ایالات متحده نیز تغییر مشابهی داشته‌است. سازندگان اصلی کشتی در اروپا فینکانتیری، ناوانتیا، گروه نیوال و بی‌ای‌ئی سیستمز هستند.

### تکنیک‌های مدرن ساخت کشتی

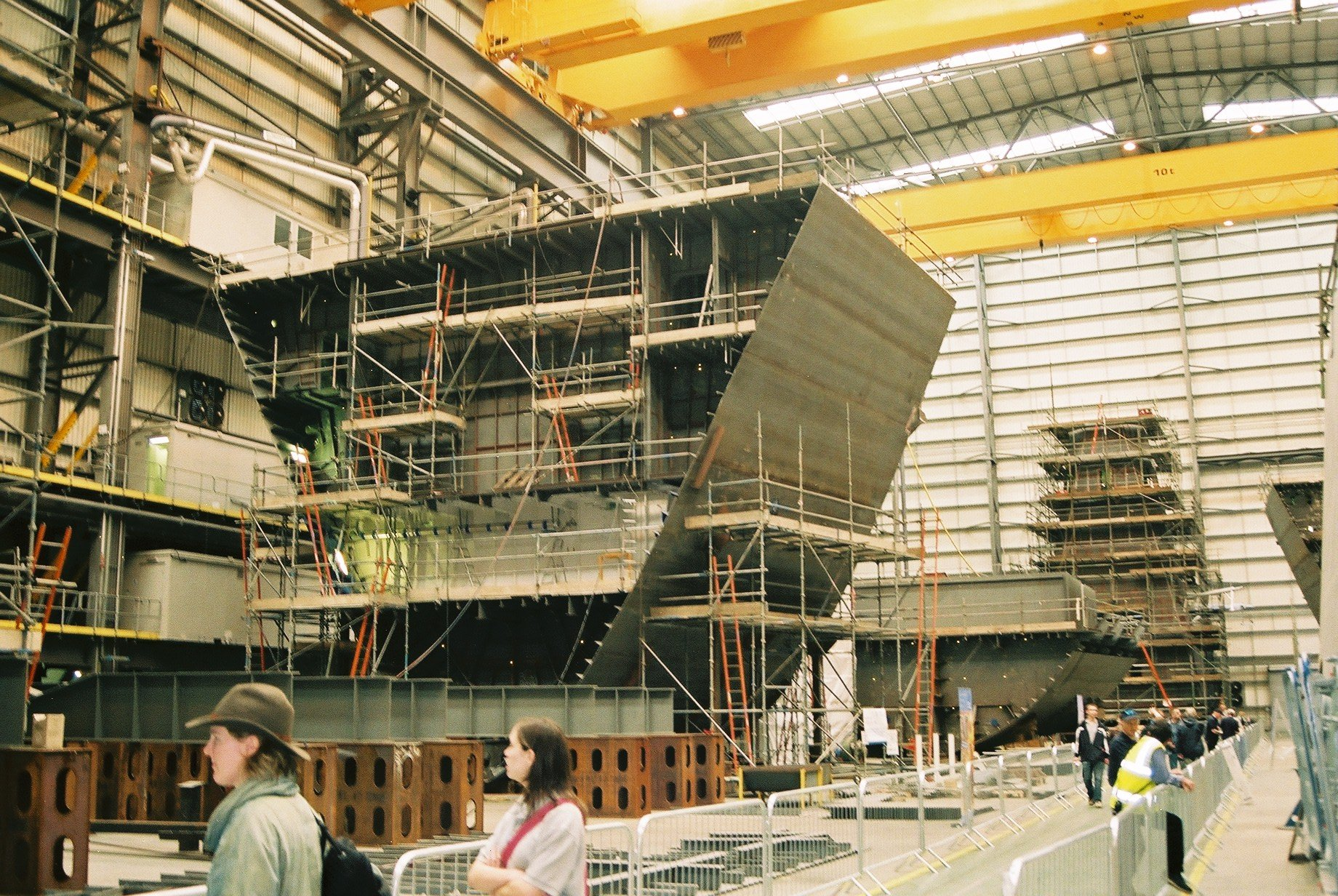
ساخت اجزای پیش‌ساخته در یک حیاط‌کشتی‌سازی.

در کشتی‌سازی مدرن از بخش‌های پیش‌ساخته استفاده قابل توجهی می‌شود. بخش‌های مختلفی از بدنه یا روبنا در جای دیگری از حیاط کارخانه ساخته می‌شوند، به حوض ساختمان یا محل عبور آن منتقل می‌شوند و سپس در جای خود برپا می‌شوند. این کار به عنوان «ساخت بلوک» شناخته می‌شود. در کارخانه‌های خیلی مدرن کشتی‌سازی تجهیزات، لوله‌ها، کابل‌های الکتریکی و دیگر اجزای سازنده را از پیش نصب می‌کنند تا تلاش لازم برای مونتاژ یا نصب اجزای عمیق بدنه پس از جوشکاری به حداقل رسانده شود.
کار طراحی کشتی، که به آن معماری دریایی نیز گفته می‌شود، ممکن است با کمک حوضه کشتی مدل انجام شود. در گذشته، قالب‌سازها (loftsman) در بخش لافتینگ (Lofting) کارخانه کشتی‌سازی وظیفه گرفتن ابعاد و جزئیات مربوط به نقشه‌ها و ترجمه این اطلاعات به الگوها، تخته‌ها، دستورات، طرح‌های برش، پروفیل‌ها، حاشیه‌ها و دیگر داده‌ها را داشتند. اما، از اوایل دهه ۱۹۷۰ طراحی با کمک رایانه برای طراحی کشتی‌سازی و فرایند لافتینگ متداول شد.
تقریباً از سال ۱۹۴۰ به بعد بیشتر کشتی‌های مدرن با جوشکاری اجزای فولادی ساخته می‌شوند. در کشتی‌های فولادی جوش داده شده اولیه، از فولادهایی با مقاومت ناکافی در مقابل شکست استفاده می‌شد، که منجر به ترک‌های ساختاری به صورت شکست ترد فاجعه بار می‌شدند (مشکلات کشتی لیبرتی را بخوانید). تقریباً از سال ۱۹۵۰ میلادی، از فولادهای تخصصی مانند فولادهای ABS با ویژگی‌های خوب برای ساخت کشتی استفاده شده‌است. اگرچه معمولاً پذیرفته شده‌است که فولاد مدرن مشکل شکست ترد را در کشتی‌ها از بین برده‌است، اما هنوز هم اختلاف نظرهایی وجود دارد.

### صنعت تعمیرات کشتی

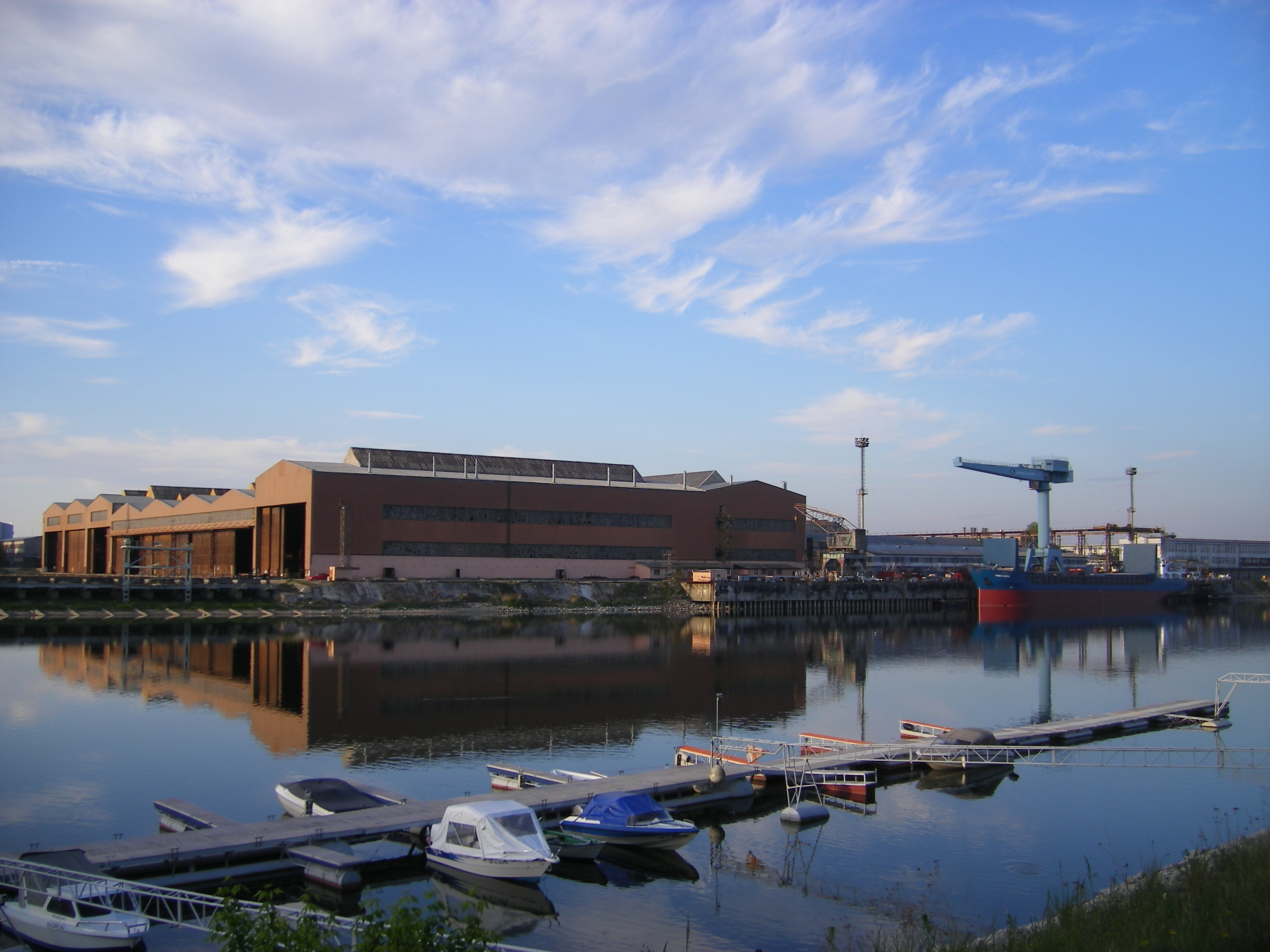
یک حیاط‌کشتی رودخانه‌ای (Shipyard) در اسلواکی.

همه کشتی‌ها در دوره‌ای از عمرکاری خود به کار تعمیر نیاز دارند. بخشی از این مشاغل باید تحت نظارت جامعه طبقه‌بندی انجام شود.
تعمیر و نگهداری بسیاری هنگام حضور در دریا یا بندر توسط خدمه کشتی انجام می‌شود. با این حال، شمار بسیاری از کارهای تعمیر و نگهداری فقط در زمانی که کشتی از فعالیت تجاری خارج می‌شود، در حیاط تعمیر کشتی قابل انجام است.
یک تانکر، پیش از انجام تعمیرات و تمیزکاری اساسی، باید در یک ایستگاه دی‌بالاستینگ (تمیزکاری لجن و هیدروکربن‌ها) سکو گرفته و شستشو شود.
پیش‌بینی می‌شود بازار جهانی تعمیر و نگهداری کشتی از سال ۲۰۱۹ تا ۲۰۲۶ با نرخ رشد مرکب سالانه ۷٫۰۴٪ به ۳۹٫۹۳ میلیارد دلار در سال ۲۰۲۶ برسد.

## ویدئو
- Modern Shipbuilding - Modular construction of Type 45 destroyer